# Колібрі пурпуровочубий
Колі́брі пурпуровочубий (Stephanoxis loddigesii) — вид серпокрильцеподібних птахів родини колібрієвих (Trochilidae). Мешкає в Південній Америці. Вид названий на честь британського садівника і натураліста Джорджа Лоддіджеса. Пурпуровочубий колібрі раніше вважався підвидом сапфіровочубого колібрі, однак був визнаний окремим видом.

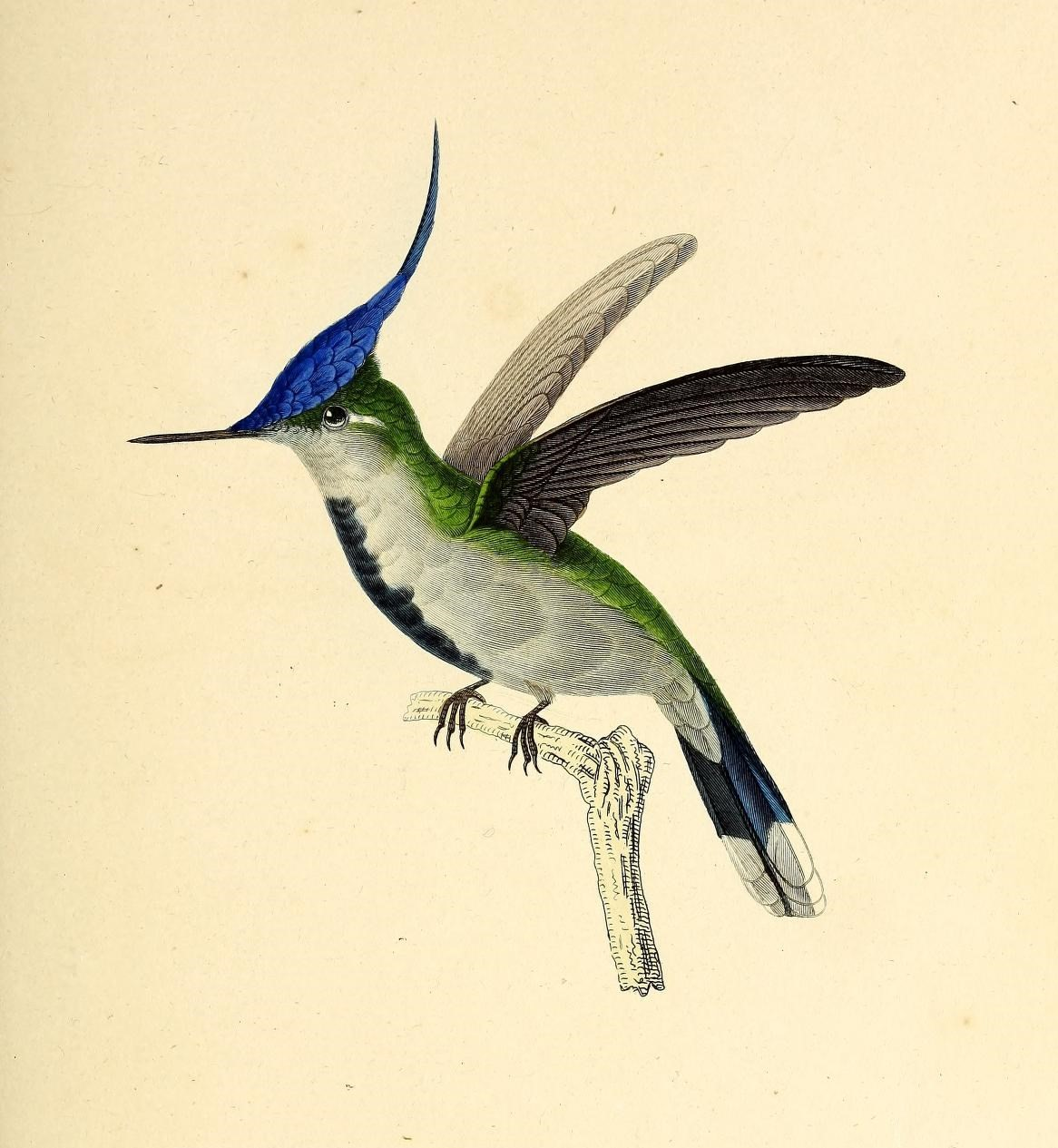
Пурпуровочубий колібрі

## Поширення і екологія
Пурпуровочубі колібрі мешкають на південному сході Бразилії (Мату-Гросу-ду-Сул, Сан-Паулу, Парана, Ріу-Гранді-ду-Сул), на сході Парагваю та на північному сході Аргентини (Місьйонес, Коррієнтес). Вони живуть у вологих атлантичних лісах і чагарникових заростях, на висоті до 900 м над рівнем моря. Живляться нектаром квітів, а також дрібними комахами. 